# Pěchota

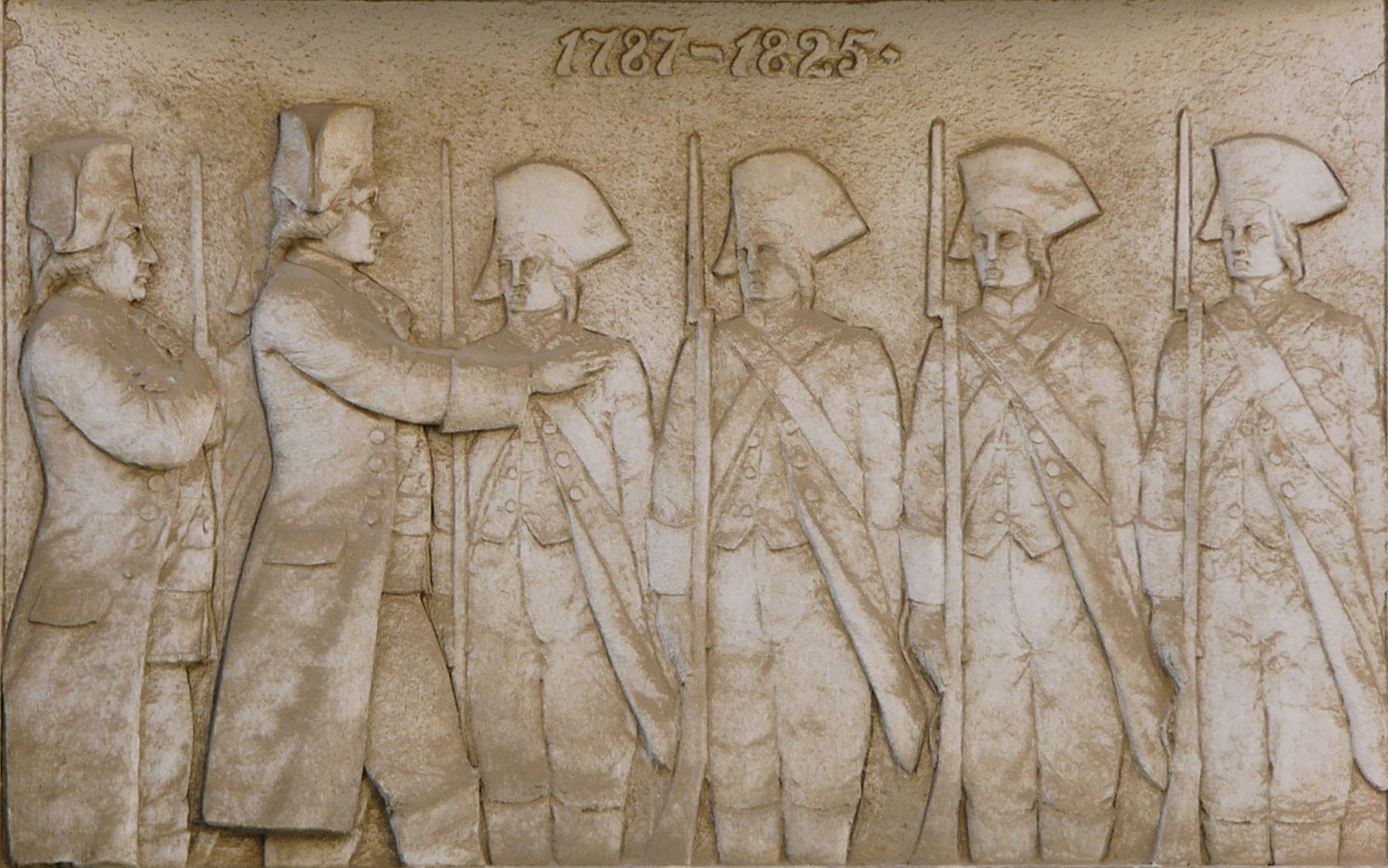
Reliéf pěchoty na budově Muzea umění v Olomouci

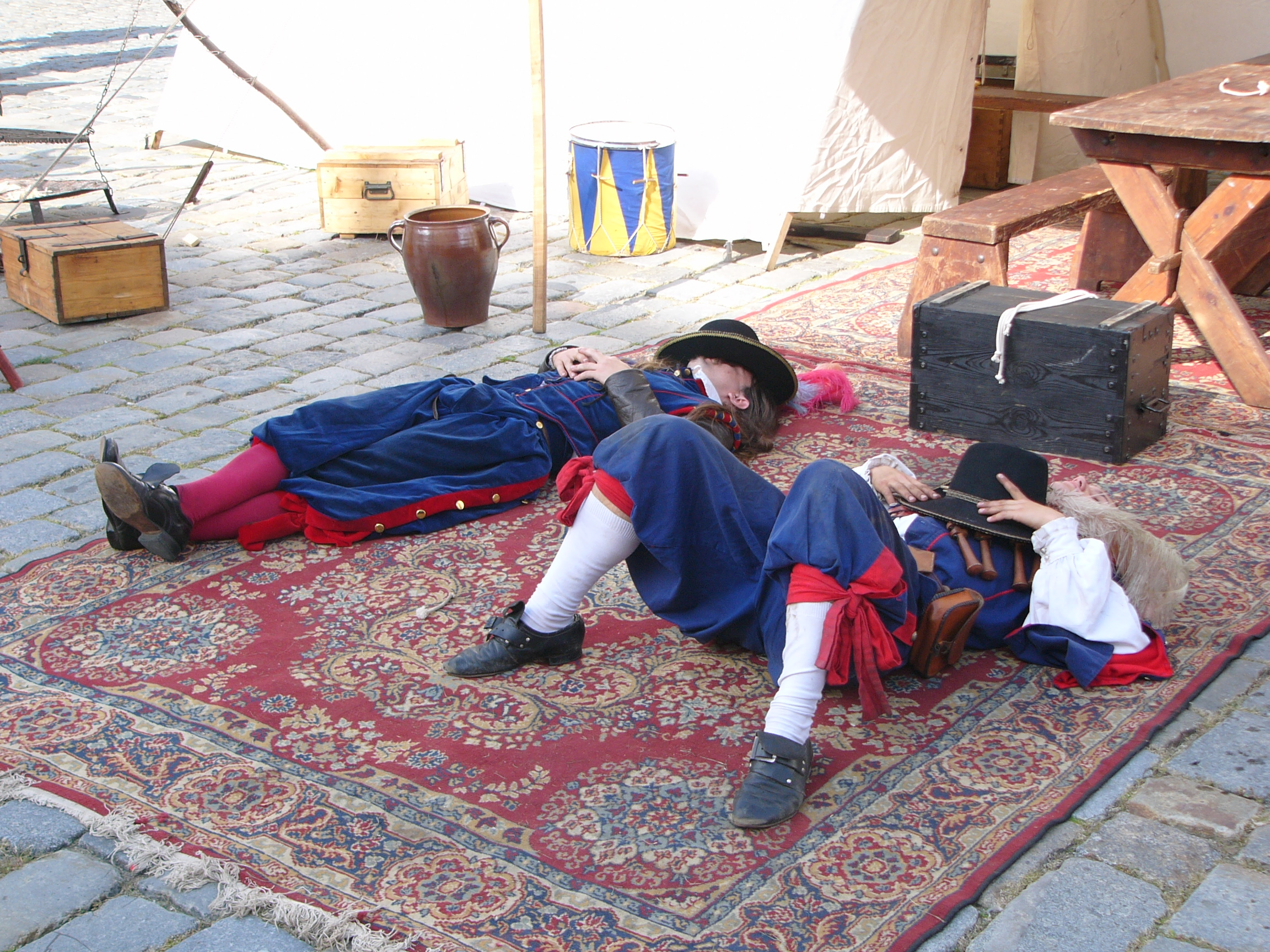
Historické vojenské ležení — pěchota

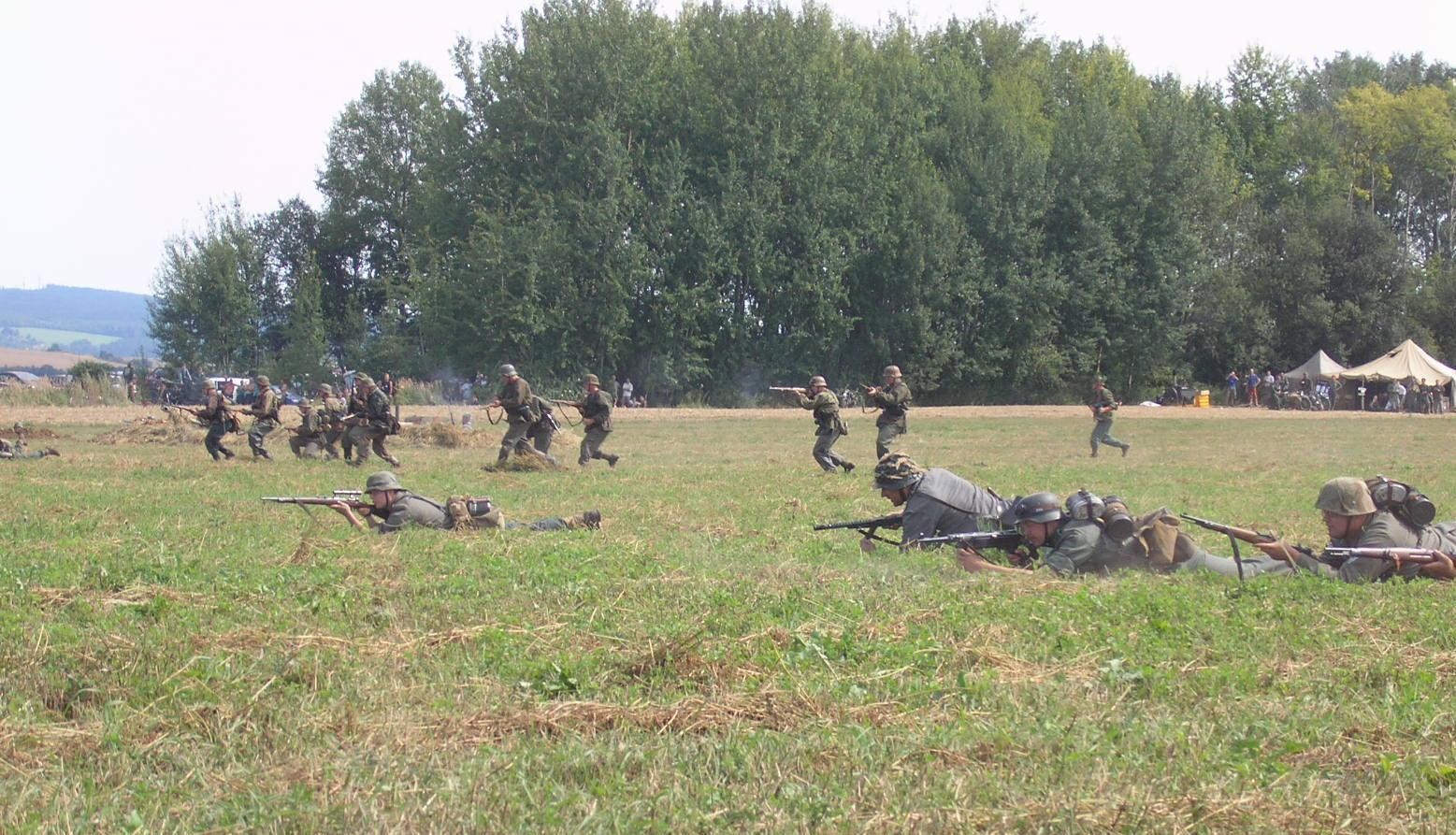
Rekonstrukce útoku německé pěchoty za druhé světové války

Pěchota (cizím slovem též infantérie) tvoří obvykle nejpočetnější součást ozbrojených sil. Její příslušníci – vojáci – jsou vybaveni ručními zbraněmi a během boje se pohybují po vlastních nohou, přestože mohou být na bojiště dopraveni například i na koni, lodí, letadlem, vozidlem či na lyžích. Primárním úkolem pěchoty je obsadit a držet území. Vzhledem k velké operativnosti a flexibilitě nasazení je páteří všech moderních armád.
Pěchotu lze rozlišit na tzv. lehkou, přepravující se pěšky, letecky nebo pouze lehkými vozidly mnohdy bez pancéřování, střední (motorizovaná pěchota) s kolovými obrněnými vozidly a těžkou (mechanizovaná pěchota), vybavenou standardně pásovými obrněnými vozidly, jako jsou bojová vozidla pěchoty. Lehká pěchota je kvůli nízkým pořizovacím nákladům a snazšímu výcviku doménou zejména méně vyspělých zemí, ovšem nezmizela ani z moderních ozbrojených sil, kde se hodí například pro boj v těžko přístupném terénu, jako výsadkové jednotky nebo námořní pěchota při obojživelných operacích, ale i při asymetrických konfliktech.

## Definice
Dle Slovníku spisovného jazyka českého je pěchota "souhrn pěších (střeleckých) jednotek; pěší vojsko." Ottův slovník naučný pěchotu definuje jako "část vojska, která na vojně slouží pěšky a tvořívala vždy a ve všech vojscích s malými jen a krátkými výjimkami a posud tvoří velikou většinu a hlavní základ branné moci."

## Formace pěchoty
Formace pěchoty představuje uspořádání (seřazení), které pěchota vytvoří. Rozlišujeme pochodovou formaci a bojovou formaci.
Některé typy bojových formací:
- falanga pěchoty
- manipul
- schiltron
- štítová hradba
- želva

## Historický vývoj

### Starověk
Ve starověké řecké a římské armádě byla pěchota hlavní složkou vojska.

### Středověk
Raný a vrcholný středověk znamená ústup ve využívání pěchoty, když hlavní roli hraje jízda. V českém středověku měla největší úspěch pěchota v husitství.

### Novověk
Pěchota opět získává převahu nad jízdou, která je nakonec úplně vytlačena.